# Волчанка (Новосибирская область)
Волча́нка — село в Доволенском районе Новосибирской области России. Административный центр Волчанского сельсовета.

## География
Площадь села — 177 гектаров

## История
Основано в 1829 году. В 1926 году состояло из 525 хозяйств, основное население — русские. В административном отношении село являлось центром Волчанского сельсовета Баклушевского района Барабинского округа Сибирского края.

## Население
| 1926 | 2002 | 2007 | 2010 |
| ---- | ---- | ---- | ---- |
| 2791 | ↘594 | ↘545 | ↘455 |

## Инфраструктура
В селе по данным на 2007 год функционируют 1 учреждение здравоохранения, 2 образовательных учреждения.